# Tadeusz Pater (duchowny)
Tadeusz Pater (ur. 13 maja 1933 w Rumnie, zm. 18 stycznia 2025 w Przemyślu) – ksiądz salezjanin, polski działacz kresowy, inicjator upamiętnień Polaków pomordowanych przez OUN-UPA w Rumnie.
Jako 11-latek był naocznym świadkiem napadu na rodzinną wieś, który przeprowadzili nacjonaliści ukraińscy w nocy z 2 na 3 czerwca 1944 r. Zamordowano wówczas 40 Polaków. Tadeusz Pater wraz ze swoją matką zdołał się uratować, ale zginęło 5 jego krewnych. Po wojnie wstąpił do zgromadzenia księży salezjanów, przyjmując święcenia kapłańskie 24 maja 1960 r. W 1965 ukończył studia ma kierunku chemia na Uniwersytecie Jagiellońskim. Posługiwał w wielu parafiach i domach zakonnych, w tym najdłużej w Przemyślu (od 1989), gdzie pełni funkcję m.in. kapelana Kresowian i Sybiraków.
Zainicjował i zorganizował obchody 50. rocznicy mordu w Rumnie. Uroczystości, które odbyły się 17 września 1994 r., zostały zwieńczone ustawieniem krzyża na mogile pomordowanych. Również dzięki jego staraniom 4 czerwca 2004 r., w czasie uroczystości pod przewodnictwem ks. abp. Ignacego Tokarczuka na placu przy kościele Trójcy Świętej w Przemyślu odsłonięto pamiątkowe tablice oraz wmurowano urny z ziemią pobraną z mogiły pomordowanych Polaków w Rumnie.
Tadeusz Pater przez dziesiątki lat zbierał relacje byłych mieszkańców Rumna. Zredagował dwa tomy pt. Oczyma i sercem. Wieś Rumno w latach 1939–1945. Opublikował także książkę Rumno w województwie lwowskim. Księga rodzin polskich w latach 1910–1945.

## Odznaczenia
- Złoty Medal „Opiekuna Miejsc Pamięci Narodowej”[1]
- Srebrny Medal „Opiekuna Miejsc Pamięci Narodowej”[1]
- Krzyż Kawalerski Orderu Odrodzenia Polski (2017)[9]
- Nagroda IPN „Świadek historii” (2012)[10].